# Cosmisoma argyreum
Cosmisoma argyreum là một loài bọ cánh cứng trong họ Cerambycidae.